# Balduíno Röhrig

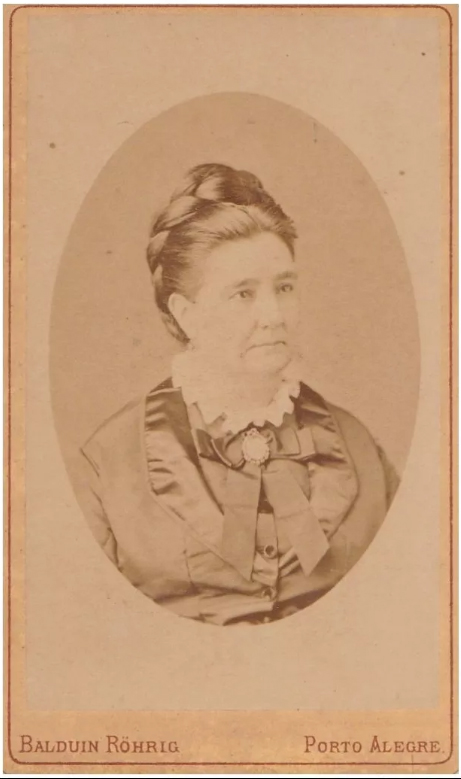
Retrato de dama não identificada.

Balduíno Röhrig foi um fotógrafo e pintor alemão ativo em Porto Alegre, no Brasil.
Nada se sabe sobre sua origem e formação. Chegou a Porto Alegre em 1865, logo começando a trabalhar, e em 1869 abriu um estúdio fotográfico na Rua da Praia, sendo um dos primeiros profissionais estabelecidos na capital. A fotografia ainda era uma novidade recente e sua técnica era avançada para os padrões provincianos, e ele não tardou a firmar reputação como um dos mais requisitados fotógrafos locais.
A partir de 1875 começou a receber encomendas de retratos em pintura, o gênero mais rendoso na época, também conseguindo uma clientela significativa e recolhendo elogios pelo trabalho, competindo com sucesso com os principais pintores de sua geração, como Antônio Cândido de Menezes e Bernardo Grasselli.
Na grande Exposição Brasileira-Alemã de 1881 mostrou, segundo Athos Damasceno, "grande quadro contendo retratos fotográficos de alto estilo". Sua obra em fotografia e pintura foi extensa mas está dispersa e é mal conhecida. Deixou também alguns trabalhos em litografia, entre os quais uma vista panorâmica de Porto Alegre rodeada de imagens de seus principais edifícios.
Foi um dos fundadores da primeira associação de remo da cidade, o Ruder Club Porto Alegre (Clube de Regatas Porto Alegre), e membro da diretoria do Grande Oriente do Rio Grande do Sul, falecendo na década de 1910.